# Tabitha Nauser
Tabitha Nauser (nacida el 23 de febrero de 1992) es una cantante de género Pop/R & B singapuresa, ella fue la segunda finalista en la temporada 2009 de Singapore Idol (Season 3). En el 2010, fue seleccionada para representar al continente asiático y además para interpretar un tema musical oficial para los Juegos Olímpicos de la Juventud de Singapur 2010, con su canción titulada "Everyone". Colaboró con otros cuatro artistas, el estadounidense Sean Kingston (Américas), el sudafricano Jody Williams (África), británico Steve Appleton (Europa) y la australiana Jessica Mauboy (Oceanía).
Nauser es de ascendencia suizo-india.

## Biografía
Tabitha Nauser nació en Singapur, hija de Andreas Nauser, un chef ejecutivo profesional y Saras Nauser Naidu, una ama de casa. Su padre es suizo y su madre es india. Ella es hermana mayor de Serena, cinco años más joven que ella.
Nauser tenía sueños diferentes cuando ella era pequeña. Al principio, ella pensó que iba a terminar como presentadora de noticias, pero cuando se dio cuenta de que su pasión era el canto y la música, cambió su enfoque.
La pasión de Nauser por la música y el canto comenzó desde que era muy joven y que llevaría a cabo para su familia y parientes durante las funciones de sus familiares o reuniones. Con los años, su amor por la música había cambiado su gusto llevándola a ser versátil en una amplia gama de géneros musicales como el Jazz, Hip Hop, Pop y Baladas sentimentales. Para continuar su búsqueda por su amor por la música, actualmente ella es miembro de una banda acústica llamada Republic Polytechnic.
Cuando su abuelo se encontraba delicado de salud, ella quería hacer algo para que marque la diferencia en su vida. Con fuertes estímulos de su hermana menor, Nauser decidió inscribirse en una audición de Singapure Idol en mayo del 2009.

## Post Idol
Nauser actuó en espectáculos de su comunidad y en eventos corporativos. Sus apariciones incluyen la realización en el desfile de Chingay 2010 en la final, con el primer ganador llamado Taufik Batisah. Ella fue nominada como la Babe del Año en 2009.
Nauser ha sido descrita como "Un artista nato de voces poderosas". Ella fue seleccionada para representar al continente asiático para cantar el tema de los Juegos Olímpicos de la Juventud en el 2010.